# Technikart
Technikart est un magazine français mensuel, lancé en 1991 par Fabrice de Rohan Chabot et Raphaël Turcat, ayant pour thème l'actualité culturelle et les modes de société.

## Histoire
Revue socio-culturelle se présentant comme « générationnelle, provocatrice et décalée », Technikart s'adresse aux jeunes adultes urbains.[réf. nécessaire]
Technikart appartient au groupe Idéoclean qui comprend aussi des magazines tels que Grand Seigneur, Trax, Technikart Mademoiselle, New London (en collaboration avec l'Eurostar) et Technikart SuperCannes.[réf. nécessaire]
D'abord magazine consacré à l'art contemporain et distribué gratuitement dans les galeries, Technikart passe en kiosques en 1995. 
Jean-Baptiste Pontecorvo est directeur artistique (n°1 à 12). Il en est le rédacteur en chef du n°10 spécial design.
Le magazine se développe et étend son analyse à la musique, la littérature, le cinéma, la culture internet et, plus largement à tous les grands mouvements qui traversent la société : les raves, les drogues arrivant sur le marché, les nouvelles habitudes sexuelles, les philosophes émergents.[réf. nécessaire]
Aux côtés de Raphaël Turcat, une nouvelle équipe vient s'agréger : Jacques Braunstein (rédacteur en chef adjoint), Benoît Sabatier (musique), Olivier Malnuit (société), Pascal Joseph (nouvelles technologies), Léo Haddad et David Martinez (cinéma), Nicolas Santolaria (médias), Emmanuel Poncet (politique), Patrick Williams et Philippe Nassif (société)…[réf. nécessaire]
Installé au 30 rue de Charonne dans le 11e arrondissement parisien, le magazine déménage en 1998 passage du Cheval Blanc où il connait une période faste. À une direction artistique audacieuse menée par Thierry Chapuy puis Thomas Gizolme répond une rédaction qui pose sur l'époque un regard acide et pointu.[réf. nécessaire]
Technikart est alors présenté comme un descendant des magazines français Actuel, anglais The Face et américain Ray Gun.
En 1999, il lance son site internet dont la rédaction en chef est confiée à Olivier Malnuit.
En 2000, il organise une fête dans un Eurostar qui emmène 300 VIP passer une nuit dans un club londonien.[réf. nécessaire]
Le magazine parle aussi bien de la transformation technologique (« Les techno-beaufs attaquent ») que du queer (« La tentation gay »), d'altermondialisme (« Ici l'ombre ») que de l'avenir des branchés (« La hype est-elle un métier d'avenir ? »), des addictions (« Drogues, le dossier aware ») que de souffrance au travail (« Cours connard, ton patron t'attend ») ou des baby-boomers (« Mai 68 était-il bidon ? »).[réf. nécessaire]
En 2004, Pascal Boniface attaque puis gagne son procès contre Malek Boutih et le magazine pour diffamation dans le cadre d'un dossier sur l'alter-mondialisme.
En 2007, le journal revendique un tirage à 40 000 exemplaires et confie la commercialisation de son espace publicitaire à Média Obs, la régie du groupe Nouvel Observateur.
En avril 2011, après son édition franco-chinoise publiée en 2010, le magazine lance une version américaine, diffusée à 70 000 exemplaires. Mais en 2014, le magazine annonce une chute de sa diffusion de 12,5 % en deux ans. En 2014, en proie à des difficultés financières, Technikart se réorganise, en cédant notamment la licence de Trax. Laurence Rémila remplace Raphaël Turcat, qui ne souhaite plus continuer l'aventure, à la rédaction en chef du magazine.

### Polémique de 2012
En mai 2012, une vive polémique éclate à la suite de la publication dans le numéro 162 d'un dossier de six pages intitulé « La bouse ou la vie : Manuel de survie pour branchés de la campagne », écrit par Alexandre Majirus, présenté comme une enquête auprès des jeunes habitants du département de la Creuse. Le journaliste y dépeint notamment une « vie sociale un brin consanguine » et décrit les occupants du territoire comme un ensemble « de ploucs, de viocs et de bovins en surnombre ». Ces propos suscitent de nombreuses réactions des médias locaux et nationaux,, le député-maire de Guéret Michel Vergnier se déclarant « [blessé et indigné] ». Le journal rétorque en arguant le second degré et en promettant un édito approprié dans le numéro suivant.

### Difficultés financières à l'automne 2014
A l'automne 2014, l'avenir du journal s'assombrit. Le journal connait des difficultés financières, des salaires ne sont pas versés et le numéro d'octobre 2014 ne parait pas, remplacé par un hors-série collector composé pour l'essentiel, d'entretiens déjà publiés lors des années précédentes.

### Depuis 2016, et le rachat de Technikart par Laurent Courbin
En janvier 2016, à la suite d'une décision du tribunal de commerce de Paris, Laurent Courbin, Président-directeur général du groupe Ateo Finance reprend le magazine culturel Technikart. L’offre de reprise proposée par Laurent Courbin a été préférée à celles proposées par dix autres candidats, dont le groupe  Vivendi ou Talmont Média,. À la suite du rachat par Laurent Courbin, l'équipe de Technikart n'a pas été modifiée, et Fabrice de Rohan-Chabot a été confirmé en tant que directeur de publication du magazine décalé. En 2019, le magazine lance sa nouvelle formule : le média accélérateur d'idées.